# Coleophora svenssoni
Coleophora svenssoni é uma espécie de mariposa do gênero Coleophora pertencente à família Coleophoridae.